# Xã Kewanee, Quận Henry, Illinois
Xã Kewanee (tiếng Anh: Kewanee Township) là một xã thuộc quận Henry, tiểu bang Illinois, Hoa Kỳ. Năm 2010, dân số của xã này là 10.162 người.